# Jim Dauterive
James Thomas "Jim" Dauterive er en amerikansk stemmeskuespiller særlig kendt for sin medvirken i King of the Hill.

## Ekstern henvisning
- Jim Dauterive på Internet Movie Database (engelsk)
- Jim Dauterive på AlloCiné (fransk)
- Jim Dauterive på The Movie Database (engelsk)